# Mirza Ghulam Ahmad
Bản mẫu:Ahmadiyya
Mirzā Ghulām Ahmad (tiếng Urdu: مرزا غلام احمد; 13  tháng 2 năm 1835 - 26 tháng 5 năm 1908) là một nhà lãnh đạo tôn giáo Ấn Độ và là người sáng lập Phong trào Ahmadiyya trong đạo Hồi. Ông tuyên bố đã được Thánh Allah được mệnh danh là Đấng Mết-si-a và Mahdi hứa, giống như Chúa Jêsus (mathīl-iʿIsā), để thực hiện các tiên tri cánh chung của Hồi giáo, cũng như Mujaddid (nhân kỷ niệm trăm năm) Thế kỷ Hồi giáo.
Sinh năm 1835 trong một gia đình nổi tiếng ở Qadian, Ghulam Ahmad nổi lên như một nhà văn và là người tranh luận cho Hồi giáo. Khi ông mới tròn 40 tuổi, cha ông qua đời và khoảng thời gian đó ông tin rằng Thánh Allah bắt đầu giao tiếp với ông. Năm 1889, ông đã cam kết trung thành với bốn mươi người ủng hộ ông tại Ludhiana và thành lập một cộng đồng tín đồ theo những gì ông tuyên bố là giáo huấn thiêng liêng, quy định 10 điều kiện bắt đầu. Một sự kiện đánh dấu việc thành lập phong trào Ahmadiyya. Nhiệm vụ của phong trào, theo ông, là khôi phục lại sự hiệp nhất tuyệt đối của Thiên Chúa, sự phục hưng của đạo Hồi thông qua việc cải cách đạo đức xã hội theo các lý tưởng Hồi giáo, và sự tuyên truyền toàn cầu về Hồi giáo ở dạng nguyên sơ. Ngược lại với quan điểm Hồi giáo và đạo Hồi chủ đạo của Chúa Jesus (hay Isa), sống trên thiên đường để trở lại vào cuối thời gian, Ghulam Ahmad khẳng định rằng ông thực tế đã sống sót qua sự đóng đinh và chết vì cái chết tự nhiên. Ông đã đi khắp Punjab giảng thuyết những ý tưởng tôn giáo của mình và ủng hộ sự hỗ trợ bằng cách kết hợp một chương trình cải cách với những phát hiện cá nhân mà ông tuyên bố nhận được từ Thiên Chúa, thu hút được những điều sau đây trong cuộc đời của ông cũng như sự thù địch đáng kể đặc biệt là từ Ulema Hồi giáo. Ông được biết là đã tham gia nhiều cuộc tranh luận và đối thoại công khai với các nhà truyền giáo Cơ Đốc giáo, các học giả Hồi giáo và các nhà hồi sinh Hindu.
Ghulam Ahmad là một tác giả viết nhiều và đã viết hơn chín mươi cuốn sách về các chủ đề tôn giáo, thần học và đạo đức khác nhau giữa xuất bản cuốn Barahin-i-Ahmadiyya đầu tiên vào năm 1880 và đến khi ông qua đời trong tháng 5 năm 1908. Nhiều bài viết của ông mang một giọng điệu mâu thuẫn và xin lỗi để ủng hộ Hồi giáo, tìm cách thiết lập tính ưu việt của nó như là một tôn giáo thông qua tranh luận hợp lý, thường là bằng cách diễn đạt cách giải thích của ông về các giáo lý Hồi giáo. Ông ủng hộ một cuộc truyền giáo Hồi giáo hòa bình và lập luận dứt khoát chống lại sự cho phép của Jihad quân sự trong những tình huống phổ biến hiện nay. Vào thời điểm ông qua đời, ông đã thu thập được khoảng 400.000 người theo dõi, đặc biệt là ở các tỉnh thuộc Hoa Kỳ, Punjab và Sindh  và đã xây dựng một tổ chức tôn giáo năng động với cơ quan điều hành và báo in riêng của mình. Sau khi chết, ông được thành công bởi người bạn thân Hakīm Noor-ud-Dīn, người thừa nhận danh hiệu Khalīfatul Masīh (người kế nhiệm Đấng Mết-si-a).
Mặc dù Ghulam Ahmad được các tín đồ Hồi giáo Ahmadi tôn kính như Đấng Mết-si-a đã hứa và Imam Mahdi, nhưng Muhammad vẫn giữ vai trò trung tâm trong Ahmadiyya Hồi giáo. Lời tuyên bố của Ghulam Ahmad là một tiên tri cấp dưới (ummati) trong Hồi giáo vẫn là một điểm tranh cãi giữa các người theo ông và người Hồi giáo dòng chính, những người tin rằng Muhammad là vị tiên tri cuối cùng và chờ đợi sự trở lại của Chúa Giêsu.